# Parque provincial Potrero de Yala
El Parque Provincial Potrero de Yala (PPP Yala) es un área natural protegida del departamento Doctor Manuel Belgrano en la provincia de Jujuy, Argentina.

## Características
Está ubicado a 27 kilómetros de la ciudad de San Salvador de Jujuy y cercano al acceso de la quebrada de Humahuaca. Tiene una superficie de 1700 ha. Fue creado en 1952 por Decreto provincial n.º 731, y mediante la expropiación del lote rural 228 A del distrito de Yala; en 2000 se declara zona protegida por Ley provincial n.º 5203. Está administrado por la Secretaria de Biodiversidad del Ministerio de Ambiente de la provincia de Jujuy.
El Parque Potrero de Yala es la primera área protegida de la provincia de Jujuy. Protege las Yungas, en especial el Bosque Montano (entre 1500-3000 ms.n.m) y Pastizal de neblina (más de 3000 ms.n.m). Es reserva núcleo de la Reserva de Biosfera de las Yungas. Es muy rica por su biodiversidad es hábitat del venado andino (Hippocamelus antisensis), del cóndor andinos, entre otras. Es un área de importancia para la conservación de las aves (AICA), más de 200 aves. También es declarada área de importancia para la conservación de los murciélagos (AICOM), 16 especies diferentes. Por su gran riqueza natural, es visitada por especialistas, estudiantes de todos los niveles y la comunidad en general. Mantener en un buen estado de conservación nos permite disfrutar de sus servicios ecosistémicos y aportar a la lucha del cambio climático.

## Objetivos
- Generales: Preservación de los valores naturales y culturales, así como los procesos productivos tradicionales que los sustentan. Integración de las comunidades locales. Creación de un vínculo permanente entre el sector público y privado, para coordinar acciones sobre el uso de la tierra, conservación y desarrollo regional. Contribución a lograr la valoración de la reserva desde la sociedad.
- Específicos: Protección de las lagunas de Yala y la cuenca del río Yala. Protección de las unidades biogeográficas y las especies que habitan el área.[1]

## Clima
En Yala los veranos son más lluviosos que los inviernos. La temperatura promedio es 16.4 °C y las precipitaciones promedio de 765 mm. El clima de Yala corresponde a la región de los “valles”, caracterizado como templado lluvioso, con veranos calurosos y húmedos e inviernos secos y fríos. Las precipitaciones son fundamentalmente de origen orográfico, por lo que varían con la altitud, con valores medios aproximados de 1185 mm anuales en la Estación Yala (1445 m s.n.m.) a 1381 mm anuales en Laguna Rodeo (2100 m s.n.m.). La niebla es frecuente. Más del 80% de las precipitaciones ocurren durante octubre-marzo, y durante el invierno en las zonas de bosque son comunes las nevadas. La temperatura media anual oscila entre 15 °C en Los Nogales (1490 m s.n.m.), y desciende hasta cerca de los 12 °C en Laguna Rodeo.

## Hidrografía
El parque incluye la totalidad de una subcuenca del río Yala. Los cursos de agua confluyen en el arroyo Desaguadero, el cual se une al río Yala, que desemboca en el río Grande. Las aguas finalmente desembocan en el Río de la Plata, luego de confluir en los ríos Lavayén, San Francisco, Bermejo, Paraguay y Paraná.
Los cursos de agua más importantes son el río Yala, los arroyos Las Horquetas, Infiernillo y Desaguadero.

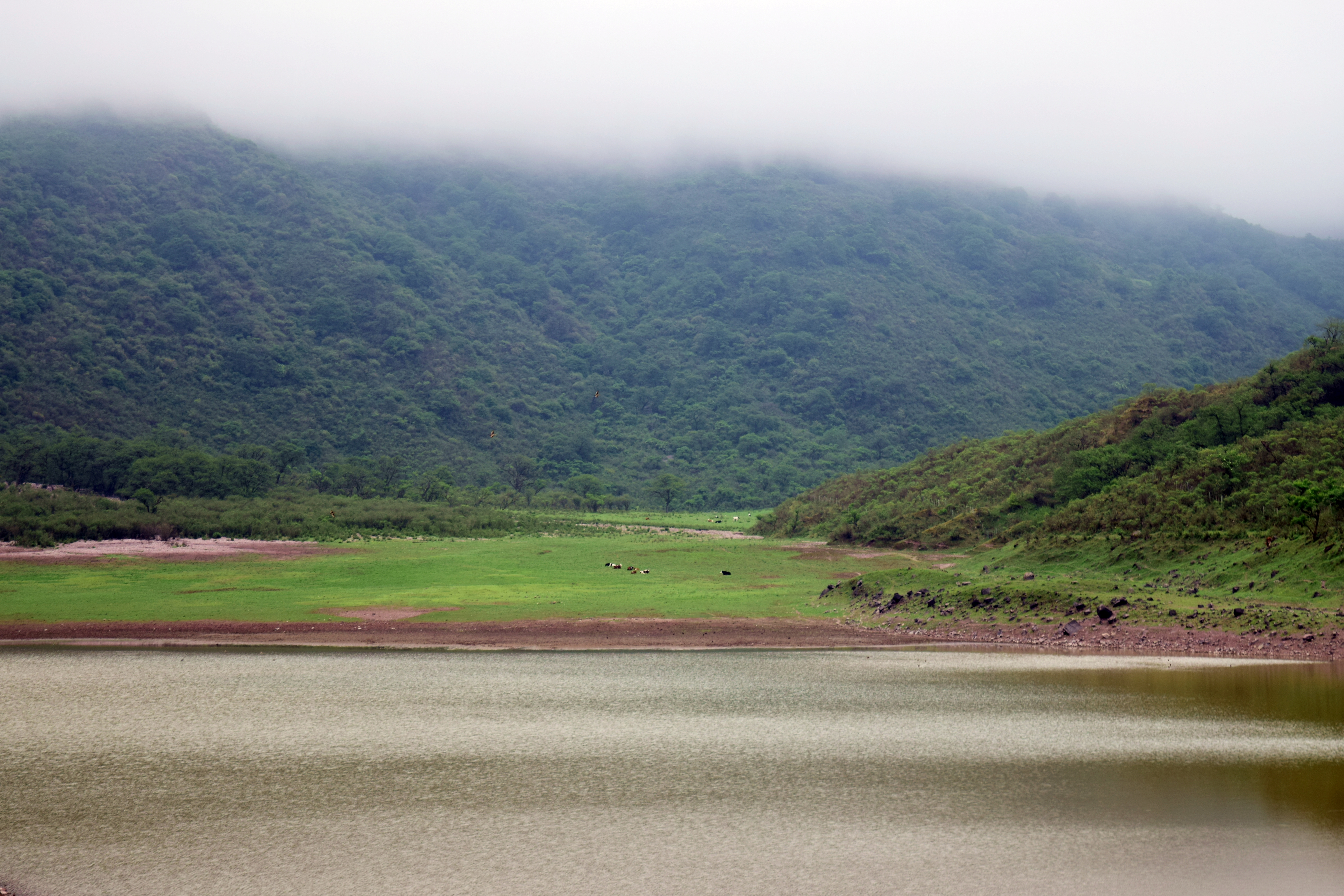
Laguna en el Parque Potrero de Yala.

### Lagunas de Yala
La provisión de agua es uno de los servicios más valiosos que brinda el Parque junto con el de regulación de la misma.
El parque está condicionado por un particular ciclo hidrológico y un relieve particular, donde el grupo de Lagunas se insertan en una cuenca hídrica secundaria que desemboca en el río Yala, afluente por el margen derecho del río Grande.
Las lagunas de Yala son espejos de agua ubicados en los límites entre el bosque montano y los pastizales de neblina: Noques, Rodeo, Desaguadero, Comedero y otras tres estacionales. Solamente Rodeo y Comedero son accesibles a los visitantes. Constituyen el hábitat de numerosas aves y otras especies.
Son lagunas no navegables (no se permite kayak, canoas, botes, entre otros) y tampoco se puede nadar.

## Ecorregiones
El 98 % de la superficie del parque se encuentra en la ecorregión de Yungas;
Alberga los pisos de bosque montano y pastizal de neblina o de altura. El 2 % restante corresponde a la ecorregión altoandina

## Fauna
Entre los mamíferos se pueden mencionar el puma, el gato montés, el gato del pajonal, el zorro gris, el zorro colorado, el zorrillo o chingue, el hurón mayor, la corzuela colorada, la comadreja, el pecarí de collar. En las áreas más inaccesibles se encuentra la taruca o venado andino, especie en peligro de extinción que se encuentra protegida y está declarada monumento natural provincial y nacional.
Entre las aves se encuentran el cóndor andino -en la Lista roja de la IUCN como «casi amenazada»-, la pava de monte alisera endémica de las yungas, el mirlo acuático gorgirrufo o mirlo de agua, también endémico de las yungas, el atajacaminos lira, el vencejo parduzco, el pato torrentero, el flamenco austral, la gallareta gigante y el picogrueso dorsinegro o rey del bosque, entre otros.
Es una de las áreas importantes para la conservación de las aves en Argentina.
Además hay varios roedores, murciélagos insectívoros y frugívoros, y reptiles.
En las lagunas se crían truchas y pejerreyes.

## Flora

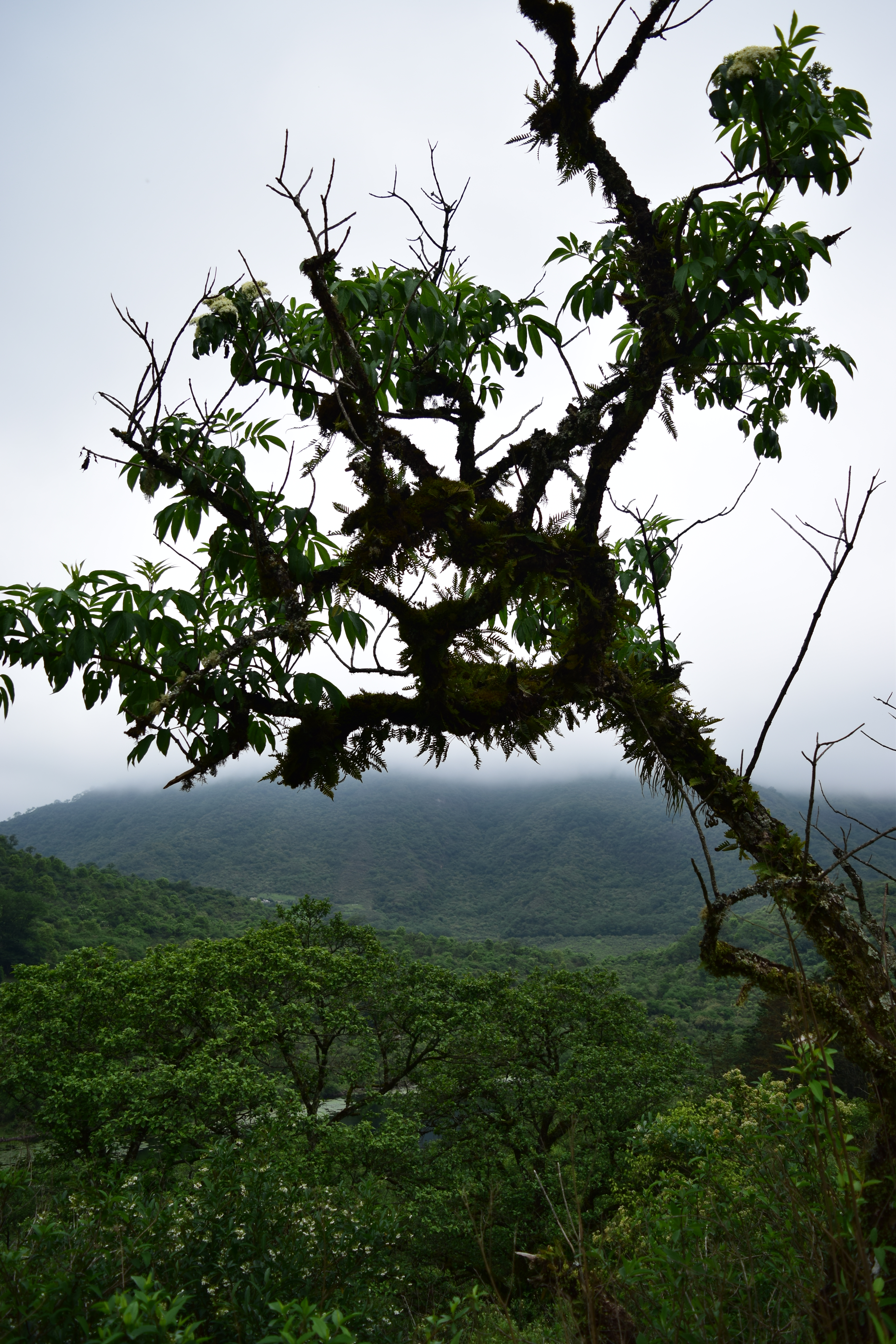
Flora en el Parque Potrero de Yala.

En el parque se encuentran especies vegetales arbóreas, arbustivas y trepadoras, entre ellas,  lianas.
En los bosques montanos predominan los bosques puros de alisos y también comunidades mixtas con sauco o con molle (Schinus gracilepes); hay bosques de nogal criollo y especies de queñoa, pino del cerro, chal chal, cochucho, laurel tucumano  y ocotea.[cita requerida]
Hay especies introducidas, como el ligustro y la ligustrina, el álamo, el nogal europeo, el pino patula y el pino taeda.
En las zonas de pastizal de neblina, las especies características son gramíneas de los géneros Festuca, Stipa, Chloris y Deyeuxia.

## Acceso
Desde San Salvador de Jujuy por la Ruta Nacional Nº 9 hacia el norte, hasta llegar a la localidad de Yala. Allí, antes de cruzar el puente sobre el río homónimo, se empalma la Ruta Provincial Nº 4 a la izquierda.
Se recorre por 3 kilómetros hacia el Oeste, acompañando el curso del río, dónde se encuentra la portada del Parque, para luego seguir aproximadamente 8 kilómetros por un sinuoso camino de montaña hasta avistar las lagunas. El camino por la ruta Provincial es de tierra consolidado.
No hay servicio de transporte público que llegue hasta el PPP Yala. La única opción es la línea de colectivos 35, de la Empresa Santa Ana, desde la ciudad capital hasta los nogales y llega hasta 500 m. antes de la portada del parque (dos kilómetros más arriba del Puente Negro) y a 8 km de la Laguna Rodeo.
Se puede acceder caminando, el mismo es una caminata con un nivel media intensidad, recorrido 2 hs. para subir a las lagunas.
Se puede acceder en bicicleta, motocicleta, auto, camioneta. No así en vehículos de gran porte.

## Turismo
En el área se realiza ecoturismo, las actividades son amigables con el medio ambiente, y se encuentran señalizadas.
Las actividades permitidas en el parque, dependiendo de las zonas, son el senderismo, el ciclismo, los safaris fotográficos y las acampadas. Hay áreas habilitadas para acampada libres a orillas de la laguna Rodeo. La pesca está permitida únicamente en la laguna Rodeo, en temporada (consultar). Deben solicitar autorización para realizar las distintas actividades grupales a la autoridad de aplicación. Evitar inconvenientes y accidentes.

### Área recreativa laguna Rodeo
Es un espacio de fácil acceso y señalizado. Cuenta con un estacionamiento para vehículos. 

### Mirador de aves
Hay un mirador abierto al margen de la ruta que va desde la laguna Rodeo hasta la laguna Comedero. Tiene cartelería con información sobre las aves de ríos y lagunas.

### Centro de visitantes
El centro de visitantes funciona como centro de informes y cuenta con una exposición divulgativa de los valores del área y una zona de trabajo. Está instalado en la antigua casa de guardaparques de laguna Comedero.

### Senderos
- Sendero Corral Redondo: Inicia en el área recreativa «Laguna Rodeo». La distancia del recorrido es de 900 metros, de poca dificultad, con una duración aproximada de 30 minutos.
- Sendero Miradores: Inicia en el área recreativa «Laguna Rodeo». La distancia del recorrido es de 2400 metros, de poca dificultad, con una duración aproximada de 60 minutos.
- Sendero Bosque Montano: Inicia en la laguna Comedero. La distancia del recorrido es de 1650 metros, de poca dificultad, con una duración aproximada de 40 minutos.
- Sendero Peri Laguna Rodeo: Inicia en el área recreativa «Laguna Rodeo». La distancia del recorrido es de 1750 metros, de poca dificultad, con una duración aproximada de 40 minutos.[7]

## Actividades prohibidas
- Acceder sin registrarse
- Prender fuego en zonas no permitidas
- Introducir animales domésticos al área protegida
- Ingresar a la laguna
- Actividades náuticas
- Tirar basura
- Caza